# Dasybasis bulbiscapens
Dasybasis bulbiscapens är en tvåvingeart som beskrevs av Coscaron och Philip 1967. Dasybasis bulbiscapens ingår i släktet Dasybasis och familjen bromsar. Inga underarter finns listade i Catalogue of Life.